# Macchia

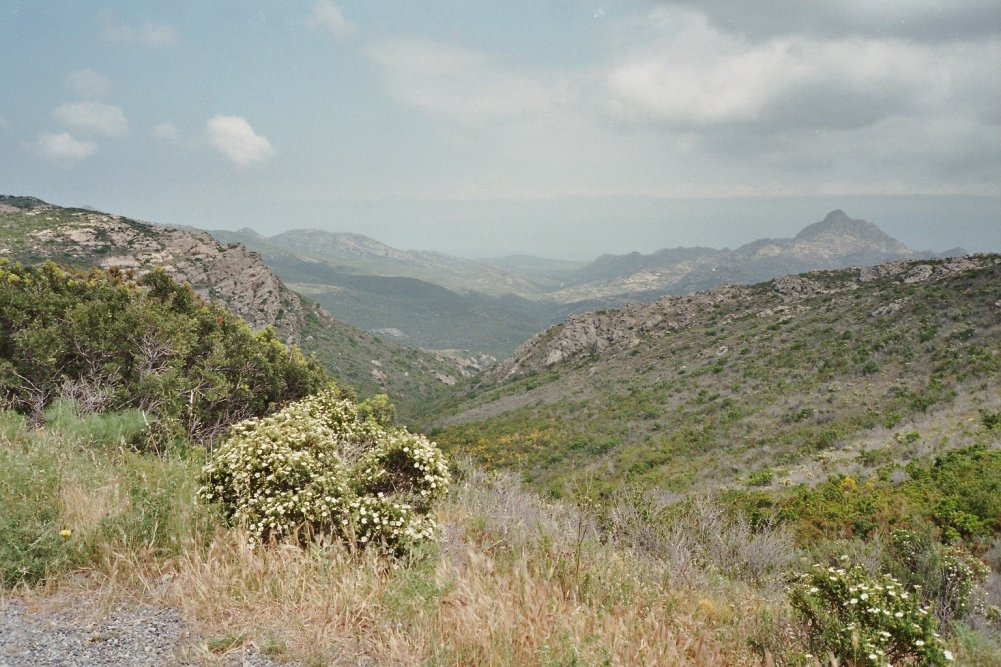
Macchia på Korsika.

Macchia (från italienskan) eller Maquis är en biom som förekommer främst runt Medelhavet, men liknande  finns på andra platser med medelhavsklimat som mellersta Chile, södra Kalifornien (vid namn chaparral), Kaplandet i Sydafrika (där det kallas fynbos) och i sydvästra och södra Australien (mallee). Biomen karaktäriseras av en, året om grön, buskvegetation. Medelhavsklimatet innebär torra somrar och macchiavegetation har därför en hög motståndskraft mot torka. 
Den utbredda buskvegetationen i Medelhavsländerna har till stor del uppstått genom att människan avverkat skogar för att använda marken som betesmark för djur, bland annat får. Vissa områden har blivit så utarmade av betesdjuren att jorden blottlagts. Jorden har med tiden eroderats bort av vatten och vind, vilket resulterat i att buskvegetationen helt försvunnit på de mest skadade områdena.